# Александровский сельсовет (Советский район, Курская область)
Алекса́ндровский сельсовет — муниципальное образование со статусом сельского поселения в Советском районе Курской области Российской Федерации.
Административный центр — деревня Александровка.

## История
Статус и границы сельсовета установлены Законом Курской области от 21 октября 2004 года № 48-ЗКО «О муниципальных образованиях Курской области».
Законом Курской области от 26 апреля 2010 года № 26-ЗКО в состав сельсовета включены населённые пункты упразднённого Городищенского сельсовета.

## Население
| 2002  | 2010  | 2012  | 2013  | 2014  | 2015  | 2016  |
| ----- | ----- | ----- | ----- | ----- | ----- | ----- |
| 687   | ↗1265 | ↘1224 | ↘1193 | ↘1164 | ↘1127 | ↘1094 |
| 2017  | 2018  | 2019  | 2020  | 2021  |       |       |
| ↘1069 | ↘1048 | →1048 | ↘1034 | ↘970  |       |       |

## Состав сельского поселения
| №  | Населённый пункт | Тип населённого пункта          | Население |
| -- | ---------------- | ------------------------------- | --------- |
| 1  | 1-е Подгородище  | село                            | ↘89       |
| 2  | 1-я Долина       | деревня                         | ↘59       |
| 3  | 2-е Подгородище  | село                            | ↘35       |
| 4  | 2-я Долина       | деревня                         | ↘22       |
| 5  | Александровка    | деревня, административный центр | ↘44       |
| 6  | Аннено           | деревня                         | ↘3        |
| 7  | Афанасьевка      | деревня                         | ↘81       |
| 8  | Городище         | деревня                         | ↘172      |
| 9  | Грязное          | село                            | ↘224      |
| 10 | Грязноивановка   | деревня                         | ↘120      |
| 11 | Каменогорка      | деревня                         | ↘109      |
| 12 | Красная Заря     | деревня                         | ↘12       |
| 13 | Петропавловка    | деревня                         | ↘238      |
| 14 | Поддергузовка    | деревня                         | ↘39       |
| 15 | Сельцо Грязное   | деревня                         | ↘18       |